# Jydske Dragonregiment
Jydske Dragonregiment (dobesedno slovensko Jutlandski dragonski polk) je edini pravi oklepni polk Kraljeve danske kopenske vojske.

## Zgodovina
Polk je bil ustanovljen leta 1932 z združitvijo dveh dragonskih polkov: 3. in 5. Leta 1953 se je polk preselil iz Randersa v Holstebro, kjer je še danes. Naslednja združitev je sledila 19. julija 2005, ko se je polk združil s Prinsens Livregiment.